# Una famiglia in giallo (serie televisiva)
Una famiglia in giallo è stata una serie televisiva italiana del 2005.

## Trama
Giovanni Bentivoglio è un commissario di polizia in un piccolo commissariato della Maremma toscana. Egli è uno scapolo impenitente che abita in una villetta con la madre Caterina e il nipotino Pietro di dieci anni che vive con loro in quanto orfano di entrambi i genitori. Con loro abita anche il cane poliziotto Brigadiere, che spesso li aiuta nelle indagini.
In ogni episodio un delitto viene risolto con il contributo di tutti i protagonisti compresi gli agenti del commissariato, ovvero la coppia di ispettori Sardi e Toscani, che si innamorano e si fidanzano, gli agenti Buttafuoco e Barbagallo, un po' imbranati ma volenterosi, il mite agente piemontese Quattroni addetto alla reception. Altri personaggi ricorrenti sono il medico legale Biamonti e il vice questore aggiunto Emma Caponero, donna forte e decisa da cui Bentivoglio è attratto.

## Episodi
1. Il passato ritorna
2. Morte di un artista
3. Amore tradito
4. Le sorelle francesi
5. Biscotti al veleno
6. Ladro di biciclette

Gli episodi furono trasmessi tutti in prima visione nel 2005.

## Produzione
Di questa serie è stata prodotta una sola stagione, composta da sei episodi. Una famiglia in giallo è prodotta da Rai Fiction e Dauphine Film, ed è stata trasmessa in prima visione su Rai Uno dal 24 aprile al 29 maggio 2005, in prima serata.
Gli autori del soggetto di serie sono Alberto Simone, Claudia Sbarigia e Gloria Malatesta; gli autori delle sceneggiature nei vari episodi sono Alberto Simone, Claudia Sbarigia, Gloria Malatesta, Antonio Manzini, Silvia Napolitano e Lucia Zei.
L'attore protagonista è Giulio Scarpati, e la serie è ambientata nella bassa Maremma toscana. Il genere è poliziesco, giallo e commedia.
Nel 2009 è stato realizzato uno spin-off di questa serie, dal titolo Il commissario Manara, mantenendo gran parte dei personaggi di Una famiglia in giallo, ma introducendo un protagonista diverso da Scarpati (che verrà solo implicitamente menzionato nello spin-off). L'attore protagonista, Guido Caprino, aveva una piccola parte in Una famiglia in giallo, precisamente nell'episodio Biscotti al veleno.

## Interpreti e personaggi
- Giulio Scarpati: il commissario capo Giovanni Bentivoglio
- Valeria Valeri: Caterina Bentivoglio, sua madre
- Milena Miconi: il vice questore aggiunto Emma Caponero
- Matteo Mecacci: il piccolo Pietro, nipote del commissario
- Il cane Kim: il pastore tedesco Brigadiere (così chiamato in omaggio a Nino Manfredi, protagonista di Linda e il brigadiere)
- Giuseppe Battiston: dottor Biamonti, medico legale
- Augusto Fornari: l'ispettore Augusto Toscani
- Lucia Ocone: l'ispettrice Serena Sardi
- Francesca Carobbi: Fabiana
- Ylenia Rosati: Odette
- Massimo Andrei: l'agente Buttafuoco
- Mario Tribastone: l'agente Barbagallo
- Bruno Gambarotta: l'agente Quattroni
- Cinzia Mascoli: Silvana
- Mauro Marino: Saverio
- Marco Falaguasta: Corso Salimbeni
- Antonella Troise: Luciana
- Altri interpreti:
  - 1º Episodio: Flavio Bonacci, Giorgio Colangeli, Roberta Caronia, Bruno Bilotta
  - 2º Episodio: Toni Bertorelli, Lidia Vitale, Domenico Fortunato, Pietro Fornaciari, Antonella Troise
  - 3º Episodio: Carlo Croccolo, Paola Tiziana Cruciani, Benedetta Massola, Simone Pagani, Sergio Pierattini
  - 4º Episodio: Maud Buquet, Cristiano Militello, Franca Maresa, Ylenia Rosati, Claudio Bigagli
  - 5º Episodio: Giulia Steigerwalt, Ginevra Colonna, Guido Caprino, Massimo Sarchielli, Dario Costa
  - 6º Episodio: Anna Melato, Vittorio Amandola, Giulia Bevilacqua, Stefania Spugnini, Raffaele Vannoli